# Helina pauper
Helina pauper este o specie de muște din genul Helina, familia Muscidae. A fost descrisă pentru prima dată de Stein în anul 1913.
Este endemică în Etiopia. Conform Catalogue of Life specia Helina pauper nu are subspecii cunoscute.